# Điều kỳ diệu của tiệm tạp hóa Namiya
Điều kỳ diệu của tiệm tạp hóa Namiya là một tiểu thuyết của Higashino Keigo. Tác phẩm được nhà xuất bản Kadokawa Shoten xuất bản lần đầu năm 2012.

## Cốt truyện
Vào năm 1980, tiệm tạp hóa Namiya trở nên quen thuộc với cư dân quanh vùng sau khi chủ tiệm Namiya Yūji mở một dịch vụ tư vấn miễn phí cho tất cả mọi người. Khi cửa tiệm đóng cửa, khách hàng có thể nhét thư qua một khe trên cửa cuốn của tiệm, có vai trò như một hộp thư. Sáng hôm sau họ sẽ nhận được thư trả lời viết tay của chủ tiệm để ở thùng sữa bên ngoài tiệm.
Vào năm 2012, ba cậu trai Atsuya, Shota và Kohei sau khi đột nhập bất hợp pháp vào một ngôi nhà đã tình cờ chạy trốn vào cửa tiệm nay đã bỏ hoang. Trong thời gian ở tiệm đêm đó, ba cậu nhận được những bức thư nhờ tư vấn mặc dù không có ai ở bên ngoài. Những bức thư này theo truyền thống được người gửi hỏi ý kiến về những băn khoăn lo lắng của mình. Các cậu đọc thư và nhận ra chúng được viết vào thời điểm 32 năm trước đó là năm 1980. Khi Kohei quyết định trả lời, điều kỳ diệu đã xảy ra khi những lá thư trả lời của họ vượt thời gian và không gian để đến được người nhận, thay đổi cuộc đời của họ và trở thành những phép mầu đan xen cuộc đời của những nhân vật dường như không liên quan.
Năm chương truyện là năm câu chuyện khác nhau, xen kẽ giữa hiện tại và tương lai. Đầu tiên là câu chuyện về một vận động viên đấu kiếm không biết nên tiếp tục tập luyện để có thể tham gia thi đấu theo nguyện vọng của người yêu cũng như chính cô hay dừng lại để dành thời gian bên cạnh người mình yêu khi anh bệnh nặng sắp qua đời. Tiếp đó là chàng nghệ sĩ vô danh phải đứng giữa sự lựa chọn giữa việc nên tiếp quản cửa hàng của gia đình hay tiếp tục ước mơ âm nhạc với tương lai không rõ ràng đã khiến anh bỏ học để theo đuổi. Chương ba là câu chuyện một người tên Green River – người đang mang trong mình đứa con với một người đàn ông đã có vợ cùng với việc ông Namiya muốn quay lại tiệm tạp hóa yêu quý của mình để đọc những lá thư hồi đáp từ tương lai. Hai chương cuối kể về Kousuke – một cậu bé con nhà giàu nhưng phải trốn đi cùng bố mẹ vì gia đình phá sản và một cô gái đang phân vân giữa các ngã rẽ cuộc đời. Hai con người đều ở trại trẻ Marumitsu, đều được tiệm Namiya tư vấn chỉ khác là một người được ông Namiya tư vấn còn một người được ba cậu trai tư vấn.
Kết thúc tác phẩm, một cậu trai thử gửi một tờ giấy trắng để xem ông Namiya sẽ trả lời ra sao. Sau khi nhận được thư trả lời từ ông Namiya, khuyên nhủ nên trở thành người tốt, ba cậu đã quay lại ngôi nhà đột nhập để đầu thú với cảnh sát.

## Đón nhận
Tiểu thuyết giành giải Chūōkōron lần thứ bảy. Tại Trung Quốc tác phẩm đã bán được hơn 1,6 triệu bản.

## Chuyển thể
Tác phẩm được chuyển thể thành một bộ phim do Nhật Bản sản xuất, Ryūichi Hiroki đạo diễn, ra mắt vào 23 tháng 9 năm 2017. So với truyện, phim có thêm kết cục của ba thanh niên sau này: Atsuya làm y tá, Kohei làm đầu bếp còn Shota làm kỹ sư hàng không.
Một bộ phim khác của Trung Quốc, do Emperor Motion Pictures và Wanda Media sản xuất, ra mắt vào 29 tháng 12 năm 2017. Trong phim này Thành Long đóng vai ông Namiya.

## Bản dịch tiếng Việt
Tác phẩm được Phương Nam dịch ra tiếng Việt với tên Điều kỳ diệu của tiệm tạp hóa Namiya, Nhà xuất bản Hội nhà văn và Nhã Nam ấn hành năm 2016.